# El triomf de l'amor
El triomf de l'amor (títol original en anglès: The Triumph of Love) és una pel·lícula de comèdia romàntica dirigida per Clare Peploe i estrenada l'any 2001, basada en l'obra homònima de Pierre de Marivaux. Ha estat doblada al català.

## Argument
A un país no identificat d'Europa al segle XVIII , la filla d'un usurpador ha heretat del tron. S'assabenta que la reina ha donat naixement a un príncep, hereu legítim, que ha estat enviat secretament a viure amb el gran filosof Hermocrate.Més tard, en una veloç carrossa tirada per cavalls, dues joves s'arrenquen les vestimentes del segle xviii i precipitadament es disfressen d'home. Són la Princesa i Corine, la seva dama de companyia. La Princesa ha heretat el tron usurpat pel seu pare. Per dret pertany al Príncep Agis, de qui ella s'ha enamorat. Només l'ha vist una vegada des de lluny, però es proposa conquistar el seu cor i retornar-li el tron. Sap que ha de ser astuta, ja que Agis ha estat educat per odiar-la profundament.

## Repartiment
- Mira Sorvino: La Princesa
- Rachael Stirling: Corine
- Ben Kingsley: Hermocrates
- Jay Rodan: Agis
- Ignazio Oliva: Harlequin
- Luis Molteni: Dimas
- Fiona Shaw: Leontine
- Carlo Antonioni
- Carlo Marcoccia

## Nominacions
- Nominada als Premis Globus d'Or
- Nominada al Festival de Venècia